# Siran, Hérault
Siran är en kommun i departementet Hérault i regionen Occitanien i södra Frankrike. Kommunen ligger i kantonen Olonzac som tillhör arrondissementet Béziers. År 2022 hade Siran 751 invånare.

## Befolkningsutveckling
Antalet invånare i kommunen Siran
Referens:INSEE